# Вишур (Увинский район)
Вишур — село в Увинском районе Удмуртии, входит в Кыйлудское сельское поселение. Находится в 36 км к юго-востоку от посёлка Ува и в 81 км к западу от Ижевска.